# 牛込神樂坂站
牛込神樂坂站（日语：／ Ushigome-kagurazaka eki */?）是位於日本東京都新宿區箪笥町，屬於東京都交通局（都營地下鐵）大江戶線的鐵路車站。車站編號是E 05。站名取自舊牛込區的神樂坂。而開業前的臨時站名為新神樂坂。

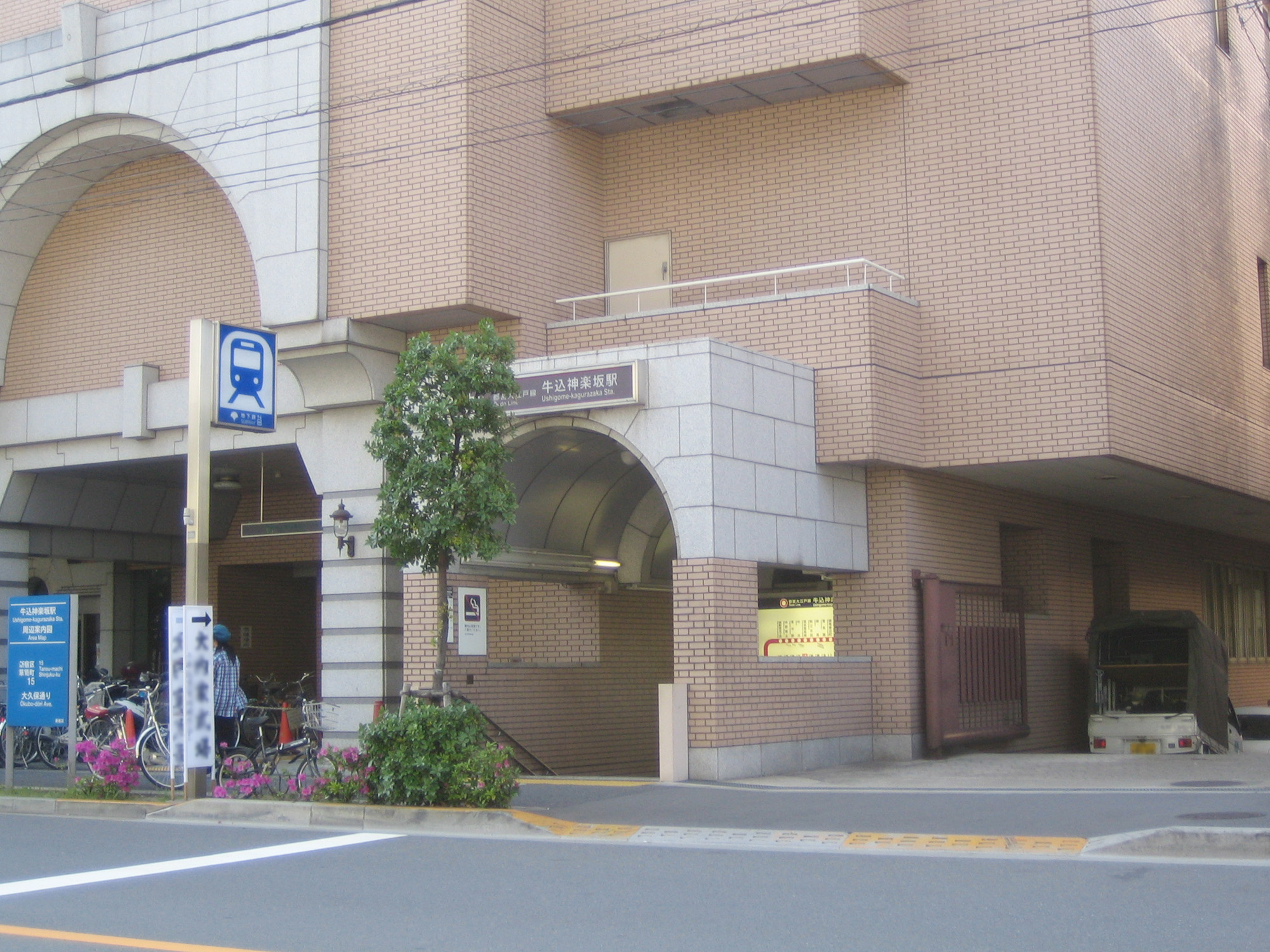
A1出入口（2006年5月）

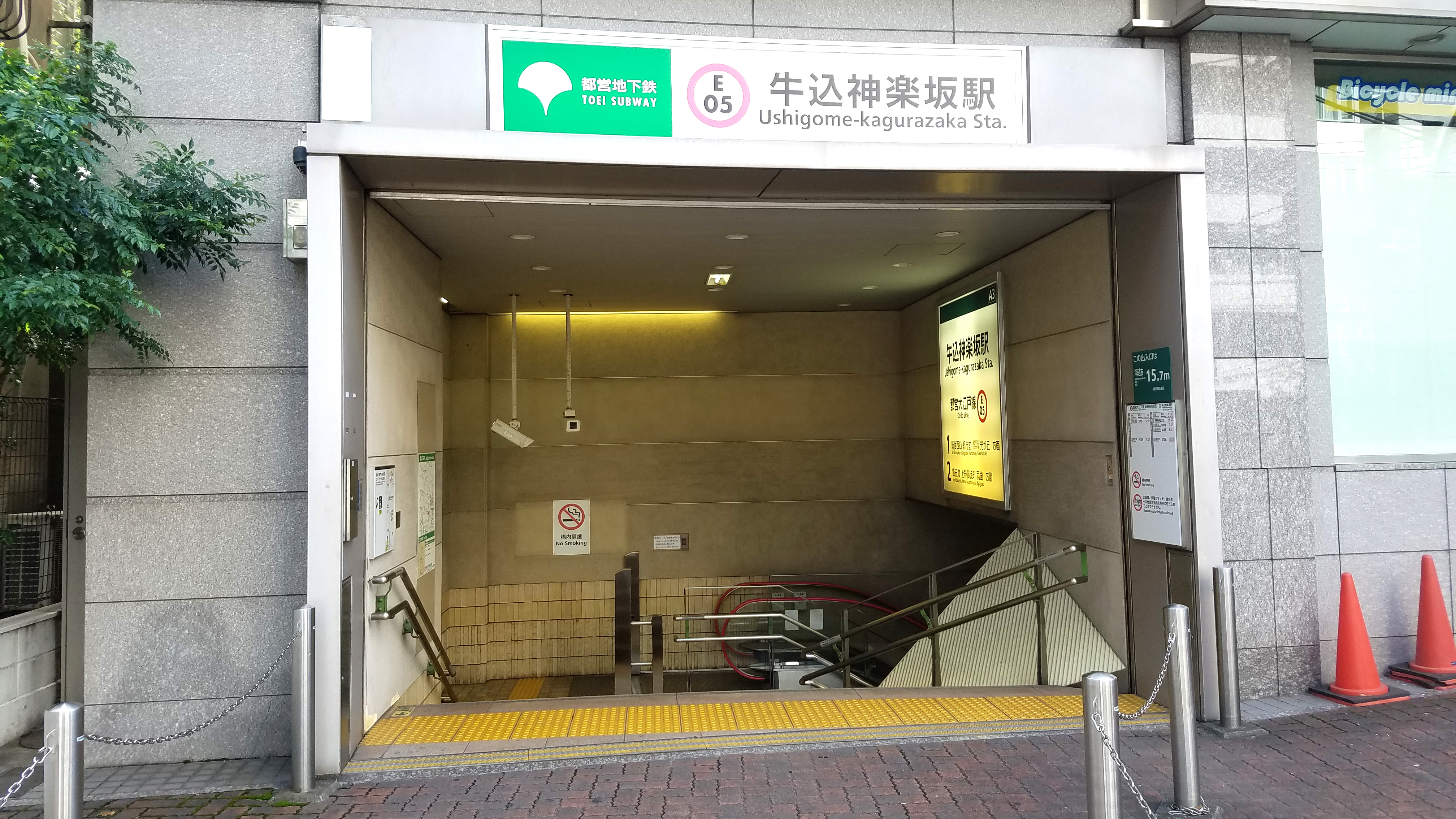
A3出入口（2019年9月）

## 歷史
- 2000年（平成12年）12月12日：本站開業。

## 車站構造

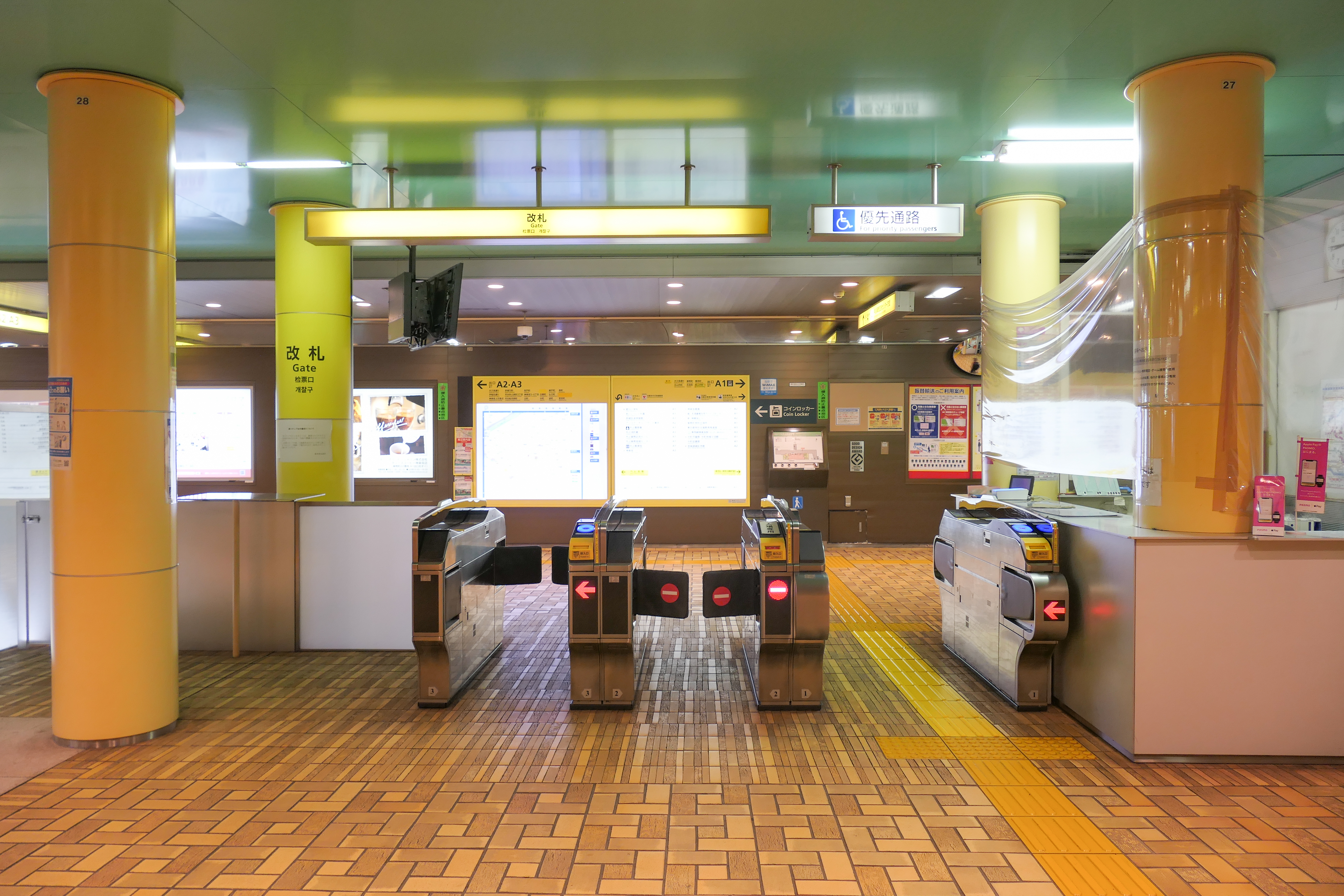
驗票口（2022年12月）

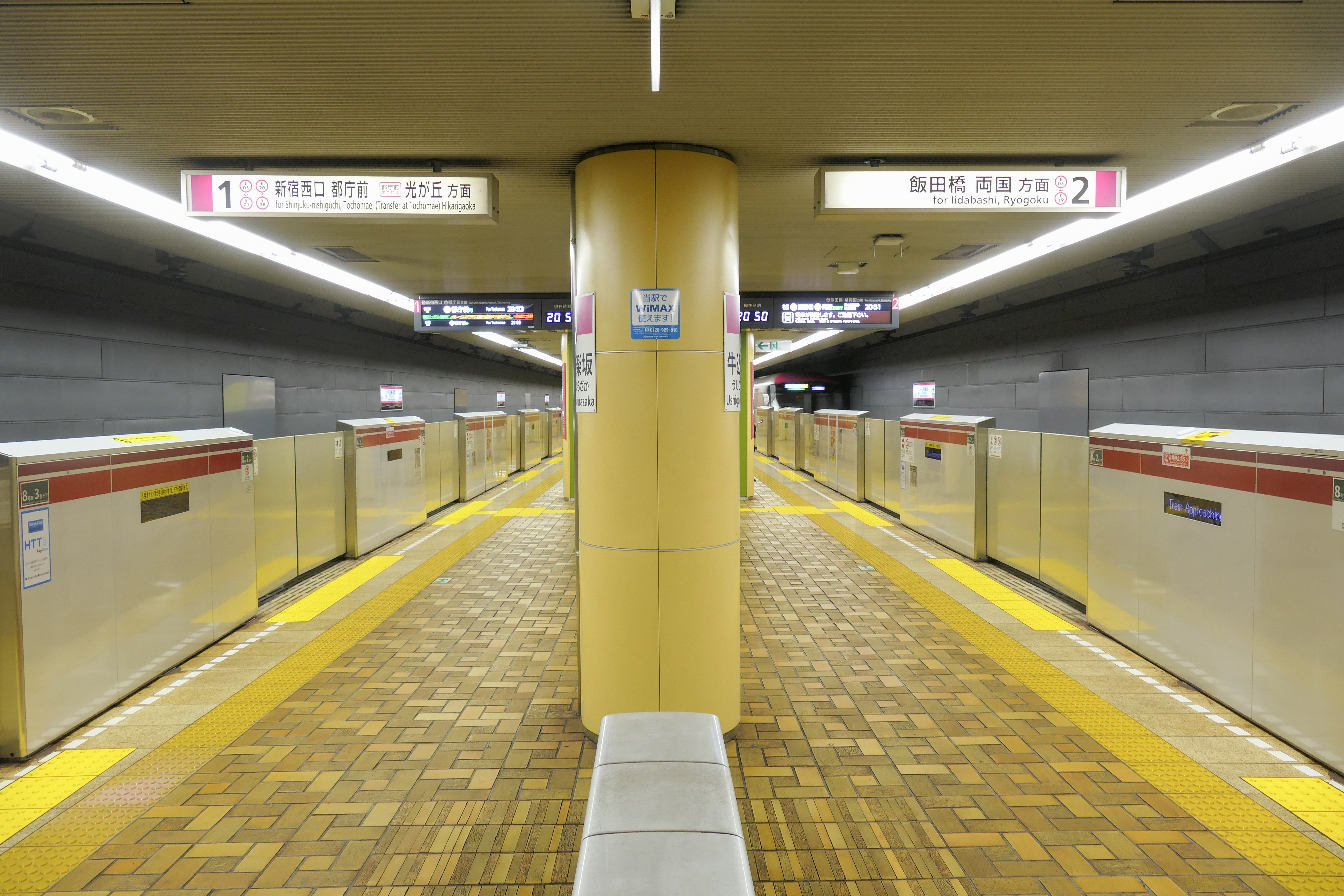
1號與2號月台（2022年12月）

本站是地下車站，月台採島式月台1面2線設計。剪票口僅有一處。側壁使用深灰色瓷磚，月台地面與樓梯外壁下方使用橘色瓷磚。

### 月台配置
| 月台 | 路線     | 目的地                                   |
| ---- | -------- | ---------------------------------------- |
| 1    | 大江戶線 | 新宿西口、都廳前、（都廳前轉乘）光丘方向 |
| 2    | 大江戶線 | 飯田橋、上野御徒町、兩國方向             |

（來源：都營地下鐵:車站構內圖 （页面存档备份，存于））

## 利用狀況
2017年度1日平均上下車人次為14,841人（上車人次7,192人、下車人次7,649人）。
開業以來1日平均上下車、上車人次變化如下表。
| 年度               | 1日平均 上下車人次 | 1日平均 上車人次 | 來源     |
| ------------------ | ------------------ | ---------------- | -------- |
| 2000年（平成12年） |                    | 3,573            | [ * 1 ]  |
| 2001年（平成13年） |                    | 4,068            | [ * 2 ]  |
| 2002年（平成14年） |                    | 4,655            | [ * 3 ]  |
| 2003年（平成15年） | 10,807             | 5,120            | [ * 4 ]  |
| 2004年（平成16年） | 11,324             | 5,359            | [ * 5 ]  |
| 2005年（平成17年） | 11,709             | 5,542            | [ * 6 ]  |
| 2006年（平成18年） | 12,147             | 5,753            | [ * 7 ]  |
| 2007年（平成19年） | 12,426             | 5,926            | [ * 8 ]  |
| 2008年（平成20年） | 12,797             | 6,164            | [ * 9 ]  |
| 2009年（平成21年） | 12,990             | 6,272            | [ * 10 ] |
| 2010年（平成22年） | 13,018             | 6,304            | [ * 11 ] |
| 2011年（平成23年） | 13,072             | 6,339            | [ * 12 ] |
| 2012年（平成24年） | 13,581             | 6,554            | [ * 13 ] |
| 2013年（平成25年） | 13,822             | 6,693            | [ * 14 ] |
| 2014年（平成26年） | 14,126             | 6,842            | [ * 15 ] |
| 2015年（平成27年） | 14,577             | 7,056            | [ * 16 ] |
| 2016年（平成28年） | 14,672             | 7,106            | [ * 17 ] |
| 2017年（平成29年） | 14,841             | 7,192            |          |

## 車站周邊

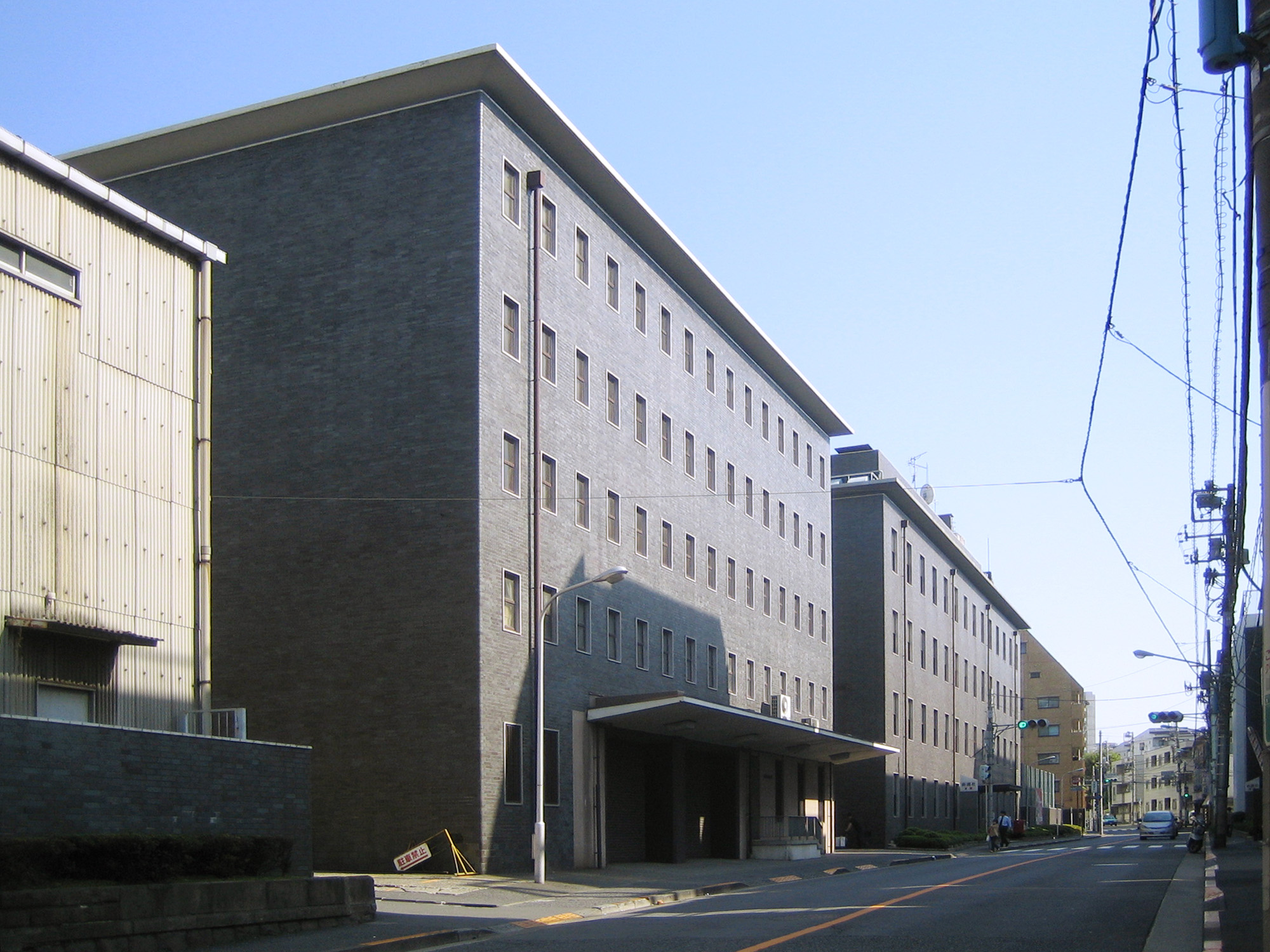
新潮社
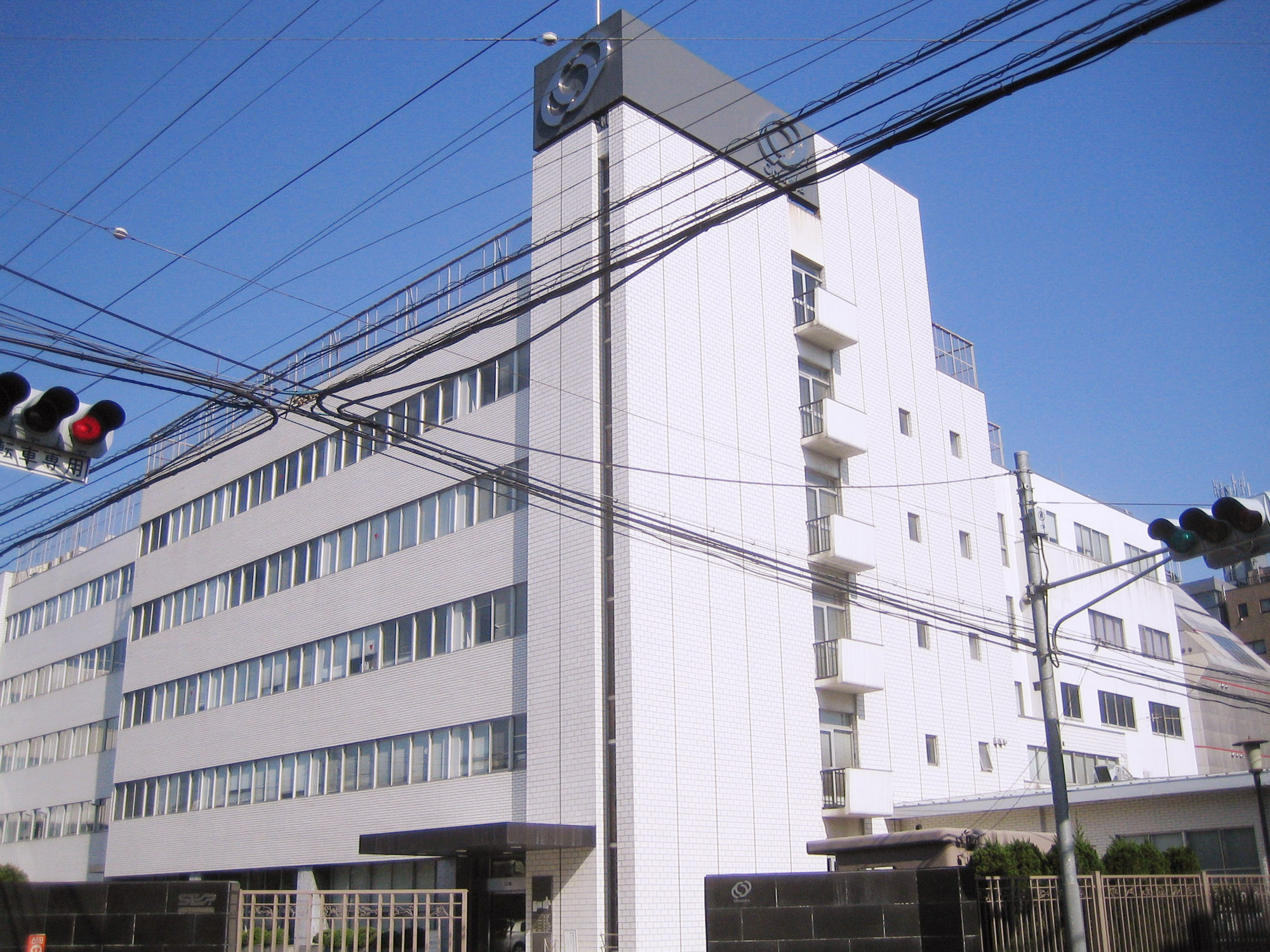
旺文社
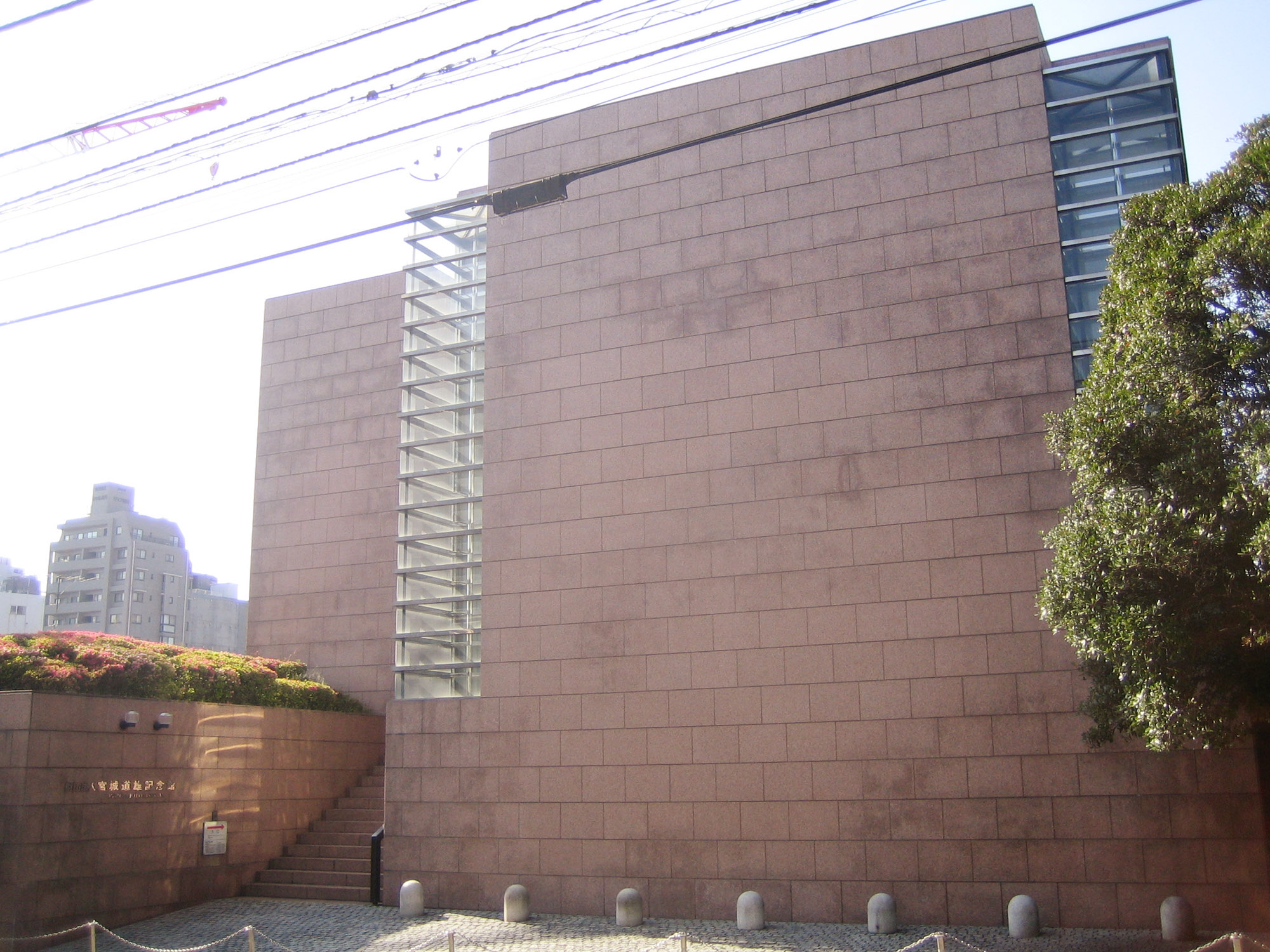
宮城道雄紀念館

本站附近的交通和人流主要集中在大久保通，除此以外則是閑靜的住宅區。

### A1出口
- 牛込簞笥區民中心
  - 新宿區役所簞笥町特別出張所
  - 牛込簞笥區民會館
- 日本Tully's Coffee本社、神樂坂店
- 新宿區立愛日小學校（日语：新宿区立愛日小学校）
- 新宿區立中町圖書館
- 地方、小出版流通中心（日语：地方・小出版流通センター）
- 全國保育團體連絡會（日语：全国保育団体連絡会）、保育廣場JAPAN
- 東映動畫新宿辦公室
- 日本英語檢定協會（日语：日本英語検定協会）
- 牛込郵便局（日语：牛込郵便局）
- 警視廳牛込警察署（日语：牛込警察署）
- 東京都立綜合藝術高等學校（日语：東京都立総合芸術高等学校）
- 旺文社
- 新潮社
- 矢來能樂堂
- 神樂坂站（東京地下鐵東西線）

### A2出口
- 宮城道雄紀念館（日语：宮城道雄）
- 日本出版俱樂部會館
- 日本出版會館
- 最高裁判所長官公邸（日语：最高裁長官）

### A3出口
- 新宿神樂坂郵便局
- 東京消防廳牛込消防署

### 巴士路線
最接近本站的巴士站是「牛込神樂坂站前」停留所，以下是該站的巴士路線：
- 飯62：往都營飯田橋站／往小瀧橋車庫

## 相鄰車站
都營地下鐵
 大江戶線
牛込柳町（E 04）－牛込神樂坂（E 05）－飯田橋（E 06）

### 來源
東京都統計年鑑
1. ↑  .   [2017-06-03]. （原始内容存档于2016-03-04）.
2. ↑  .   [2017-06-03]. （原始内容存档于2016-03-04）.
3. ↑  .   [2017-06-03]. （原始内容存档于2017-07-29）.
4. ↑  .   [2017-06-03]. （原始内容存档于2017-07-29）.
5. ↑  .   [2017-06-03]. （原始内容存档于2017-07-29）.
6. ↑  .   [2017-06-03]. （原始内容存档于2017-07-29）.
7. ↑  .   [2017-06-03]. （原始内容存档于2017-07-29）.
8. ↑  .   [2017-06-03]. （原始内容存档于2017-07-29）.
9. ↑  .   [2017-06-03]. （原始内容存档于2017-07-29）.
10. ↑  .   [2017-06-03]. （原始内容存档于2016-03-26）.
11. ↑  .   [2017-06-03]. （原始内容存档于2016-03-27）.
12. ↑  .   [2017-06-03]. （原始内容存档于2016-03-25）.
13. ↑  .   [2017-06-03]. （原始内容存档于2016-03-27）.
14. ↑  .   [2017-06-03]. （原始内容存档于2016-03-22）.
15. ↑  .   [2017-06-03]. （原始内容存档于2017-07-30）.
16. ↑  .   [2017-06-03]. （原始内容存档于2018-11-09）.
17. ↑  .   [2019-02-25]. （原始内容存档于2019-05-02）.

## 外部連結
- 牛込神樂坂 - 東京都交通局